# امیررضا نصرآزادانی
امیررضا نصرآزادانی (زادهٔ ۱۸ بهمن ۱۳۷۴) بازیکن پیشین فوتبال اهل ایران است. او سابقه عضویت در باشگاه‌های سپاهان، راه‌آهن، تراکتور، گل‌ریحان، سپاهان نوین و ایران‌جوان را دارد.

## دوران باشگاهی

### سال‌های آغازین
وی بین سال‌های ۱۳۹۱ تا ۱۳۹۴ عضو باشگاه جوانان سپاهان بود و در نقل‌وانتقالات فصل ۹۵–۱۳۹۴ به جمع شاگردان یوانیس توپالیدیس در راه‌آهن پیوست.

### تراکتور
نصر آزادانی در سال ۱۳۹۵ برای انجام خدمت سربازی‌ همراه با سروش رفیعی، محمدرضا اخباری، مهدی شریفی، هادی محمدی و محمدرضا مهدی‌زاده به باشگاه فوتبال تراکتور پیوست. او پس از پایان یافتن دوران خدمت سربازی به مدت یک فصل، قرارداد خود را با تراکتور تمدید کرد. امیررضا نصرآزادانی سرانجام به همراه تراکتور در لیگ ۱۴ بازی انجام داد و ۲ گل نیز به ثمر رساند. همچنین امیررضا نصرآزادانی با تراکتور یک قهرمانی جام شهدا در سال ۱۳۹۶ به‌دست آورد. وی در سال ۱۳۹۷ به دلیل مصدومیت، از لیست بازیکنان تراکتور برای فصل پیش‌رو کنار گذاشته شد.

### گل‌ریحان
نصرآزادانی پس از سپری کردن دوران مصدومیت در سال ۱۳۹۷ به باشگاه فوتبال گل‌ریحان پیوست.

## افتخارات

### باشگاهی

#### تراکتور
- جام شهدا (۱): ۱۳۹۶

## بازداشت و محکومیت
امیررضا نصرآزادانی در روزهای پایانی آبان ۱۴۰۱ در جریان خیزش ۱۴۰۱ ایران در اصفهان بازداشت شد. به ادعای دستگاه قضایی جمهوری اسلامی او در پرونده مربوط به کشته شدن اسماعیل چراغی، سرهنگ نیروی انتظامی و دو بسیجی به نام‌های محمدحسین کریمی و محسن حمیدی، متهم به محاربه است و برایش حکم اعدام صادر شده‌است. به گفته اسدالله جعفری، رئیس کل دادگستری اصفهان براساس کیفرخواست صادره امیررضا نصرآزادانی متهم ردیف پنجم پرونده است و او در روز ۲۷ آبان بازداشت شده‌است. او متهم به بغی به دلیل عضویت در گروه مسلحانه به صورت شبکه‌ای و سازمان یافته به قصد مقابله با اساس نظام جمهوری اسلامی است. از جمله اتهامات دیگری که برای او ذکر شده عضویت در دسته‌های غیرقانونی به قصد برهم زدن امنیت کشور و اجتماع و تبانی منتهی به جرایم ضد امنیت است. به گفته او، نصرآزادانی متهم به معاونت در محاربه است.
در اسفند ۱۴۰۱ حکم او به ۲۶ سال زندان تغییر یافت.

### واکنش‌ها به محکومیت
علی کریمی مسعود شجاعی سهراب بختیاری‌زاده، علیرضا بیرانوند مهدی قایدی، مجید حسینی، والتر کازاگرانده، سباستین استراندوال، رادامل فالکائو، و چندین بازیکن تیم ملی فوتبال اروگوئه از جمله رونالد آرائوخو، دیه‌گو گودین و لوییس سوارز به حکم اعدام او واکنش نشان دادند و از او حمایت کردند. اتحادیه جهانی فوتبالیست‌های حرفه‌ای نیز از حکم اعدام او ابراز انزجار کرد.
مارکو روبیو، سناتور ارشد جمهوری‌خواه به صدور حکم اعدام او واکنش نشان داد و آندریاس لارم، نماینده مجلس آلمان، کفالت سیاسی او را برعهده گرفت.